# The Flying Dutchman (dipinto)
The Flying Dutchman ("L'Olandese Volante") è un dipinto realizzato intorno al 1860 dall'artista americano Charles Temple Dix, che ritrae la leggendaria nave fantasma condannata a solcare i mari eternamente come segno di sventura.

## Descrizione
Nell’opera, la nave appare durante una tempesta, avvolta da una luce spettrale rossastra, rappresentando l'inquietante maledizione del capitano Hendrick van der Decken e del suo equipaggio, costretti a vagare senza mai approdare. La nave, raffigurata tra onde tempestose e una luce spettrale, simboleggia la maledizione inflitta al capitano Hendrick van der Decken per aver sfidato le forze del mare.  L'opera evoca le atmosfere romantiche ottocentesche, caratterizzate dal fascino per il soprannaturale e l’inquietudine.